# Hóquei sobre a grama nos Jogos Olímpicos de Verão de 2004

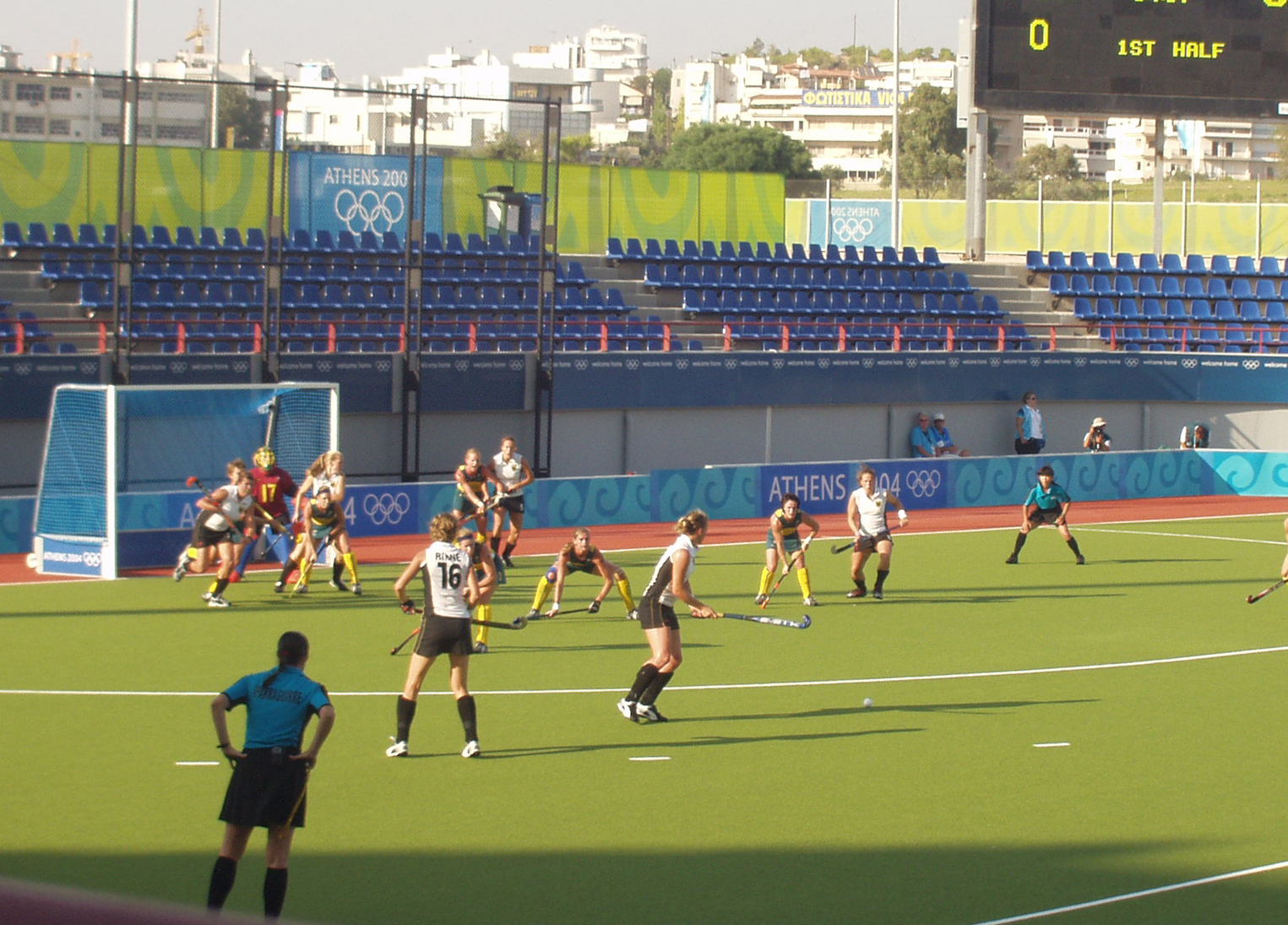
Alemanha vence a Austrália pela competição feminina.

O torneio de hóquei sobre a grama nos Jogos Olímpicos de Verão de 2004 foi disputado no Complexo Olímpico de Hóquei em Atenas.

## Masculino
| Ouro. | Prata. | Bronze. |
| Austrália Michael Brennan · Travis Brooks · Dean Butler · Liam De Young · Jamie Dwyer · Nathan Eglington · Troy Elder · Bevan George · Robert Hammond · Mark Hickman · Mark Knowles · Brent Livermore · Michael McCann · Stephen Mowlam · Grant Schubert · Matthew Wells · Técnico: Barry Dancer | Países Baixos Matthijs Brouwer Ronald Brouwer Jeroen Delmee Teun de Nooijer Geert-Jan Derikx Rob Derikx Marten Eikelboom Floris Evers Erik Jazet Karel Klaver Jesse Mahieu Rob Reckers Taeke Taekema Sander van der Weide Klaas Veering Guus Vogels Técnico: Terry Walsh | Alemanha Clemens Arnold · Christoph Bechmann · Sebastian Biederlack · Philipp Crone · Eike Duckwitz · Christoph Eimer · Björn Emmerling · Florian Kunz · Björn Michel · Sascha Reinelt · Justus Scharowsky · Christian Schulte · Timo Weß · Tibor Weißenborn · Matthias Witthaus · Christopher Zeller · Técnico: Bernhard Peters |

### Primeira fase

#### Grupo A
| Equipe        | Pts | J | V | E | D | GP | GC |
| ------------- | --- | - | - | - | - | -- | -- |
| Espanha       | 11  | 5 | 3 | 2 | 0 | 14 | 3  |
| Alemanha      | 11  | 5 | 3 | 2 | 0 | 15 | 6  |
| Paquistão     | 9   | 5 | 3 | 0 | 2 | 19 | 8  |
| Coreia do Sul | 8   | 5 | 2 | 2 | 1 | 17 | 8  |
| Reino Unido   | 3   | 5 | 1 | 0 | 4 | 9  | 21 |
| Egito         | 0   | 5 | 0 | 0 | 5 | 2  | 30 |

| 15 de agosto  |      |               |
| Coreia do Sul | 1–1  | Espanha       |
| Alemanha      | 2–1  | Paquistão     |
| Reino Unido   | 3–1  | Egito         |
| 17 de agosto  |      |               |
| Coreia do Sul | 3–2  | Reino Unido   |
| Egito         | 0–7  | Paquistão     |
| Espanha       | 1–1  | Alemanha      |
| 19 de agosto  |      |               |
| Paquistão     | 3–0  | Coreia do Sul |
| Alemanha      | 6–1  | Egito         |
| Reino Unido   | 1–5  | Espanha       |
| 21 de agosto  |      |               |
| Egito         | 0–11 | Coreia do Sul |
| Alemanha      | 4–1  | Reino Unido   |
| Espanha       | 4–0  | Paquistão     |
| 23 de agosto  |      |               |
| Espanha       | 3–0  | Egito         |
| Paquistão     | 8–2  | Reino Unido   |
| Coreia do Sul | 2–2  | Alemanha      |

#### Grupo B
| Equipe        | Pts | J | V | E | D | GP | GC |
| ------------- | --- | - | - | - | - | -- | -- |
| Países Baixos | 15  | 5 | 5 | 0 | 0 | 16 | 9  |
| Austrália     | 10  | 5 | 3 | 1 | 1 | 14 | 10 |
| Nova Zelândia | 9   | 5 | 3 | 0 | 2 | 13 | 11 |
| Índia         | 4   | 5 | 1 | 1 | 3 | 11 | 13 |
| África do Sul | 3   | 5 | 1 | 0 | 4 | 9  | 15 |
| Argentina     | 2   | 5 | 0 | 2 | 3 | 8  | 13 |

| 15 de agosto  |     |               |
| Austrália     | 4–1 | Nova Zelândia |
| Argentina     | 1–2 | África do Sul |
| Países Baixos | 3–1 | Índia         |
| 17 de agosto  |     |               |
| Argentina     | 2–2 | Austrália     |
| África do Sul | 2–4 | Índia         |
| Nova Zelândia | 3–4 | Países Baixos |
| 19 de agosto  |     |               |
| Países Baixos | 3–2 | África do Sul |
| Nova Zelândia | 3–1 | Argentina     |
| Austrália     | 4–3 | Índia         |
| 21 de agosto  |     |               |
| Índia         | 1–2 | Nova Zelândia |
| África do Sul | 2–3 | Austrália     |
| Argentina     | 2–4 | Países Baixos |
| 23 de agosto  |     |               |
| Nova Zelândia | 4–1 | África do Sul |
| Índia         | 2–2 | Argentina     |
| Austrália     | 1–2 | Países Baixos |

### Classificação 9º-12º lugar
| 25 de agosto  |     |           |
| África do Sul | 5–1 | Egito     |
| Reino Unido   | 6–1 | Argentina |

### Classificação 5º-8º lugar
| 25 de agosto  |     |               |
| Nova Zelândia | 4–3 | Coreia do Sul |
| Paquistão     | 3–0 | Índia         |

### Semifinal
| 25 de agosto  |     |           |
| Países Baixos | 3–2 | Alemanha  |
| Espanha       | 3–6 | Austrália |

#### 11º-12º lugar
| 27 de agosto |     |           |
| Egito        | 2–4 | Argentina |

#### 9º-10º lugar
| 27 de agosto  |             |             |
| África do Sul | 1 (3)–1 (4) | Reino Unido |

#### 7º-8º lugar
| 27 de agosto  |     |       |
| Coreia do Sul | 2–5 | Índia |

#### 5º-6º lugar
| 27 de agosto  |     |           |
| Nova Zelândia | 2–4 | Paquistão |

### Disputa pelo bronze
| 27 de agosto |             |         |
| Alemanha     | 3 (4)–3 (3) | Espanha |

### Final
| 27 de agosto  |             |           |
| Países Baixos | 1 (1)–1 (2) | Austrália |

### Classificação final
| Pos. | País          |
| ---- | ------------- |
|      | Austrália     |
|      | Países Baixos |
|      | Alemanha      |
| 4    | Espanha       |
| 5    | Paquistão     |
| 6    | Nova Zelândia |
| 7    | Índia         |
| 8    | Coreia do Sul |
| 9    | Reino Unido   |
| 10   | África do Sul |
| 11   | Argentina     |
| 12   | Egito         |

## Feminino
| Ouro. | Prata. | Bronze. |
| Alemanha Tina Bachmann · Caroline Casaretto · Nadine Ernsting-Krienke · Franziska Gude · Mandy Haase · Natascha Keller · Denise Klecker · Anke Kühn · Badri Latif · Heike Lätzsch · Sonja Lehmann · Silke Müller · Fanny Rinne · Marion Rodewald · Louisa Walter · Julia Zwehl · Técnico: Markus Weise | Países Baixos Minke Booij Ageeth Boomgaardt Chantal de Bruijn Lisanne de Roever Mijntje Donners Sylvia Karres Fatima Moreira de Melo Eefke Mulder Maartje Scheepstra Janneke Schopman Clarinda Sinnige Minke Smabers Jiske Snoeks Macha van der Vaart Miek van Geenhuizen Lieve van Kessel Técnico: Marc Lammers | Argentina Paola Vukojicic · Cecilia Rognoni · Marine Russo · Ayelen Stepnik · Maria de la Paz Hernandez · Mercedes Margalot · Vanina Oñeto · Agustina Garcia · Mariana González · Alejandra Gulla · Luciana Aymar · Claudia Burkart · Marina di Giacomo · Magdalena Aicega · Mariela Antoniska · Ines Arrondo · Técnico: Sergio Vigil |

### Primeira fase

#### Grupo A
| Equipe        | Pts | J | V | E | D | GP | GC |
| ------------- | --- | - | - | - | - | -- | -- |
| China         | 12  | 4 | 4 | 0 | 0 | 11 | 2  |
| Argentina     | 9   | 4 | 3 | 0 | 1 | 12 | 4  |
| Japão         | 6   | 4 | 2 | 0 | 2 | 5  | 7  |
| Nova Zelândia | 3   | 4 | 1 | 0 | 3 | 3  | 9  |
| Espanha       | 0   | 4 | 0 | 0 | 4 | 3  | 12 |

| 14 de agosto  |     |               |
| China         | 3–0 | Japão         |
| Argentina     | 4–0 | Espanha       |
| 16 de agosto  |     |               |
| Nova Zelândia | 0–2 | China         |
| Japão         | 1–3 | Argentina     |
| 18 de agosto  |     |               |
| China         | 3–0 | Espanha       |
| Japão         | 2–0 | Nova Zelândia |
| 20 de agosto  |     |               |
| Nova Zelândia | 0–3 | Argentina     |
| Espanha       | 1–2 | Japão         |
| 22 de agosto  |     |               |
| Espanha       | 2–3 | Nova Zelândia |
| Argentina     | 2–3 | China         |

#### Grupo B
| Equipe        | Pts | J | V | E | D | GP | GC |
| ------------- | --- | - | - | - | - | -- | -- |
| Países Baixos | 12  | 4 | 4 | 0 | 0 | 14 | 5  |
| Alemanha      | 6   | 4 | 2 | 0 | 2 | 6  | 10 |
| Coreia do Sul | 4   | 4 | 1 | 1 | 2 | 9  | 8  |
| Austrália     | 4   | 4 | 1 | 1 | 2 | 6  | 5  |
| África do Sul | 3   | 4 | 1 | 0 | 3 | 5  | 12 |

| 14 de agosto  |     |               |
| Países Baixos | 6–2 | África do Sul |
| Austrália     | 1–2 | Alemanha      |
| 16 de agosto  |     |               |
| África do Sul | 0–3 | Austrália     |
| Coreia do Sul | 2–3 | Países Baixos |
| 18 de agosto  |     |               |
| Países Baixos | 4–1 | Alemanha      |
| África do Sul | 0–3 | Coreia do Sul |
| 20 de agosto  |     |               |
| Coreia do Sul | 2–2 | Austrália     |
| Alemanha      | 0–3 | África do Sul |
| 22 de agosto  |     |               |
| Alemanha      | 3–2 | Coreia do Sul |
| Austrália     | 0–1 | Países Baixos |

### Semifinal
| 24 de agosto  |     |           |
| Países Baixos | 4–2 | Argentina |
| China         | 3–4 | Alemanha  |

### Classificação 5º-8º lugar
| 24 de agosto  |     |               |
| Coreia do Sul | 2–3 | Nova Zelândia |
| Austrália     | 3–1 | Japão         |

#### Classificação 9º-10º lugar
| 26 de agosto |     |               |
| Espanha      | 3–4 | África do Sul |

#### 7º-8º lugar
| 26 de agosto  |     |       |
| Coreia do Sul | 3–1 | Japão |

#### 5º-6º lugar
| 26 de agosto  |     |           |
| Nova Zelândia | 0–3 | Austrália |

### Disputa pelo bronze
| 26 de agosto |     |       |
| Argentina    | 1–0 | China |

### Final
| 26 de agosto  |     |          |
| Países Baixos | 1–2 | Alemanha |

### Classificação final
| Pos. | País          |
| ---- | ------------- |
|      | Alemanha      |
|      | Países Baixos |
|      | Argentina     |
| 4    | China         |
| 5    | Austrália     |
| 6    | Nova Zelândia |
| 7    | Coreia do Sul |
| 8    | Japão         |
| 9    | África do Sul |
| 10   | Espanha       |